# لاك بيكر (نيو برونزويك)
لاك بيكر (بالإنجليزية: Lac-Baker, New Brunswick)‏ هي قرية تقع في كندا في Madawaska County. يقدر عدد سكانها بـ 719 نسمة ومساحتها 37.12 كم2 .